# WWE Super ShowDown
WWE Super ShowDown (originalmente estilizado como WWE Super Show-Down) es un evento de lucha libre profesional producido por la WWE y transmitido en vivo por WWE Network. 

## Ediciones

### 2018
Super Show-Down 2018 tuvo lugar el 6 de octubre de 2018, en el Melbourne Cricket Ground en Melbourne, Australia. El tema oficial del evento fue "Monster" de Hands Like Houses.

#### Antecedentes
El 16 de junio de 2018, Vince McMahon anunció vía Twitter que The Undertaker competiría contra Triple H. Este será la primera lucha de The Undertaker y Triple H desde WrestleMania XXVIII, cuando The Undertaker derrotó a Triple H en un Hell in a Cell match, con Shawn Michaels como árbitro invitado especial, para mejorar su racha en WrestleMania a 20-0.
El 10 de agosto, una lucha entre John Cena y Kevin Owens, estaba programada para el Super Show-Down. Sin embargo, el 21 de agosto, la pelea fue cambiada a una lucha por equipos, con Cena y Bobby Lashley enfrentando a Owens y Elias.
El 21 de agosto, se anunció una lucha entre Daniel Bryan y The Miz, donde el ganador recibe la oportunidad por el Campeonato de la WWE en una fecha futura, fue programado para Super Show-Down.
También el 21 de agosto, The Shield (Dean Ambrose, Roman Reigns & Seth Rollins) fuero programados para un combate por equipos en el evento. The Shield se reuniría para evitar que Braun Strowman cobrara su contrato Money in the Bank por el Campeonato Universal de la WWE contra Reigns en el episodio del 20 de agosto de Raw después de que Reigns hubiera retenido el título ante Finn Bálor. Esto llevó a un combate en el episodio de Raw del 27 de agosto, en el que Reigns y Strowman se unieron para enfrentar a Dolph Ziggler y Drew McIntyre. Durante el comate, Strowman traicionó a Reigns y ayudó a Ziggler y McIntyre a atacarlo, volviéndose heel. Tras el asalto a Reigns, el trío también atacaría a Ambrose y Rollins cuando intentaban ayudar a Reigns. Un combate por equipos de seis hombres entre The Shield y Strowman, Ziggler y McIntyre se programó para Super Show-Down.

#### Resultados
En paréntesis se indica el tiempo de cada combate:
- The New Day (Kofi Kingston & Xavier Woods) (con Big E) derrotaron a The Bar (Cesaro & Sheamus) y retuvieron el Campeonato en Parejas de SmackDown (9:40).[6]
  - Kingston cubrió a Cesaro después de un «Diving Foot Stomp».
- Charlotte Flair derrotó a la Campeona Femenina de SmackDown Becky Lynch por descalificación (10:50).[7]
  - Lynch fue descalificada después de atacar a Flair con el título.
  - Como resultado, Lynch retuvo el campeonato.
  - Después de la lucha, Lynch continuó atacando a Flair.
- John Cena & Bobby Lashley derrotaron a Kevin Owens & Elias (10:05).[8]
  - Cena cubrió a Elias después de un «Lightning Fist».
- The IIconics (Billie Kay & Peyton Royce) derrotaron a Asuka & Naomi (5:45).[9]
  - Royce cubrió a Naomi después de un «Sick Knee from Sidney».
- AJ Styles derrotó a Samoa Joe en un No Disqualification Match y retuvo el Campeonato de la WWE (23:45).[10]
  - Styles forzó a Joe a rendirse con un «Calf Crusher».
- Ronda Rousey & The Bella Twins (Nikki Bella & Brie Bella) derrotaron a The Riott Squad (Ruby Riott, Sarah Logan & Liv Morgan) (10:05).[11]
  - Rousey forzó a Logan y Morgan a rendirse con un «Armbar».
- Buddy Murphy derrotó a Cedric Alexander y ganó el Campeonato Peso Crucero de la WWE (10:35).[12]
  - Murphy cubrió a Alexander después de un «Murphy's Law».
- Daniel Bryan derrotó a The Miz y ganó una oportunidad por el Campeonato de la WWE en Crown Jewel (2:25).[13]
  - Bryan cubrió a The Miz con un «Small Package».
- The Shield (Roman Reigns, Dean Ambrose & Seth Rollins) derrotaron a Braun Strowman, Drew McIntyre & Dolph Ziggler (19:40).[14]
  - Ambrose cubrió a Ziggler después de un «Dirty Deeds».
- Triple H (con Shawn Michaels) derrotó a The Undertaker (con Kane) en un No Disqualification Match (27:35).[15]
  - Triple H cubrió a The Undertaker después de dos «Sweet Chin Music» de Michaels, un golpe con un mazo y un «Pedigree».
  - Durante el combate, Kane intervino a favor de The Undertaker y Michaels a favor de Triple H.
  - Después del combate, todos se abrazaron en señal de respeto, pero luego The Undertaker & Kane atacaron a Triple H & Michaels.

### 2019
Super ShowDown 2019 tuvo lugar el 7 de junio de 2019, en el King Abdullah Sports City en Yeda, Arabia Saudita. El tema oficial del evento fue "When Legends Rise" de Godsmack.

#### Antecedentes
El 13 de mayo de 2019, se programó un encuentro entre Goldberg y The Undertaker para Super ShowDown, que marca el primer enfrentamiento uno a uno entre ellos. El último combate de Goldberg había ocurrido en WrestleMania 33 en abril de 2017.
En el episodio del 16 de abril de SmackDown, después de que el presidente de la WWE, Mr. McMahon, presentara a Elias como «la adquisición más grande en la historia de SmackDown», fueron interrumpidos por la nueva transferenca a SmackDown, Roman Reigns, quien atacó a Elias y Mr. McMahon. La semana siguiente, Shane McMahon retó a Reigns a un combate por atacar a su padre. Cuando Reigns salió, fue atacado por detrás por Elias, quien luego fue asistido por Shane para atacar a Reigns. En el episodio del 20 de mayo de Raw, Reigns fue interrumpido por Shane, quien todavía estaba molesto por el ataque de Reigns contra su padre. Reigns luego desafió a Shane a un combate que Shane aceptó para Super ShowDown.
En el episodio del 21 de mayo de SmackDown, Dolph Ziggler, que había estado inactivo desde el evento Royal Rumble en enero, regresó por sorpresa y atacó a Kofi Kingston. Ziggler luego explicó que él creía que debería haber sido él quien tuvo la oportunidad de ir a WrestleMania 35 y ganar el Campeonato de la WWE en lugar de Kingston. Luego dijo que derrotaría a Kingston por el título en Super ShowDown, que se hizo oficial.
En Money in the Bank, Seth Rollins retuvo el Campeonato Universal contra AJ Styles. En Raw la noche siguiente, Baron Corbin se ofendió porque Styles obtuvo esa oportunidad por el título a pesar de que Corbin había cubierto previamente a Rollins en un combate por equipos. La semana siguiente, Styles estaba programado para participar en un combate por otra oportunidad contra Rollins en Super ShowDown, pero todavía estaba sufriendo las consecuencias de las lesiones sufridas por su combate en Money in the Bank, y fue reemplazado por Corbin, quien atacó a Styles mientras este último estaba en la habitación de los entrenadores. Corbin luego ganó el combate para ganar la oportunidad por el título.
El 13 de mayo, se programó una battle royal de 50 hombres, que marca la battle royal estándar más grande en la historia de la WWE.

#### Resultados
En paréntesis se indica el tiempo de cada combate:
- Kick-Off: The Usos (Jey Uso & Jimmy Uso) derrotaron a The Revival (Scott Dawson & Dash Wilder) (7:20).[23][24]
  - Jey cubrió a Wilder después de un doble «Superkick».
- Seth Rollins derrotó a Baron Corbin y retuvo el Campeonato Universal de la WWE (11:15).[25][26]
  - Rollins cubrió a Corbin con un «Roll-up».
  - Después de la lucha, Corbin atacó a Rollins.
  - Después de la lucha, Brock Lesnar intentó canjear su contrato de Money in the Bank, pero fue atacado por Rollins.
- Finn Bálor derrotó a Andrade y retuvo el Campeonato Intercontinental (11:35).[25][27]
  - Bálor cubrió a Andrade después de un «Coup de Grâce».
- Shane McMahon (con Drew McIntyre) derrotó a Roman Reigns (9:15).[25][28]
  - Shane cubrió a Reigns después de un «Claymore» de McIntyre.
  - Durante la lucha, McIntyre interfirió a favor de Shane.
- Lars Sullivan derrotó a Lucha House Party (Kalisto, Gran Metalik & Lince Dorado) por descalificación (5:15).[25][29]
  - Lucha House Party fue descalificado después de que atacara en conjunto a Sullivan.
  - Después de la lucha, Sullivan atacó a Lucha House Party.
- Randy Orton derrotó a Triple H (25:45).[25][30]
  - Orton cubrió a Triple H después de un «RKO».
  - Esta fue la última lucha de Triple H en un PPV de WWE y de su carrera como luchador profesional.
- Braun Strowman derrotó a Bobby Lashley (8:20).[25][31]
  - Strowman cubrió a Lashley después de un «Running Powerslam».
- Kofi Kingston (con Xavier Woods) derrotó a Dolph Ziggler y retuvo el Campeonato de la WWE (10:15).[25][32]
  - Kingston cubrió a Ziggler después de un «Trouble in Paradise».
  - Durante la lucha, Woods interfirió a favor de Kingston.
- Mansoor ganó el 51-Man Battle Royal (17:58).[25][33]
  - Mansoor eliminó finalmente a Elias, ganando la lucha.
  - Los otros participantes fueron (en orden de eliminación y quien lo eliminó): EC3 (Matt), Sunil Singh (varios), Samir Singh (varios), Karl Anderson (Dawson), Eric Young (Gallows), Humberto Carrillo (Sin Cara), Mike Kanellis (Woods), Luke Gallows (Ryder), Heath Slater (Jey & Cesaro), Curtis Axel (Tucker), Oney Lorcan (Tucker), Akira Tozawa (Mahal), Bo Dallas (Crews), No Way Jose (Elias), Mojo Rawley (Crews), The Brian Kendrick (Ivar), Drew Gulak (Nese), Tony Nese (Rezar), Tucker (Akam y Rezar), Akam (Ivar), Rezar (Erik), Ivar (O'Neil), Erik (O'Neil), Titus O'Neil (Benjamin), Buddy Murphy (Woods), Shelton Benjamin (Matt), Zack Ryder (Joe), Curt Hawkins (Joe), Chad Gable (Nakamura y Rusev), Apollo Crews (Nakamura y Rusev), Jinder Mahal (Ricochet), Otis (Rowan), Xavier Woods (Rowan), Rowan (Jimmy y Jey), Jimmy Uso (Wilder), Jey Uso (Dawson), Dash Wilder (Matt), Scott Dawson (Matt), Matt Hardy (Cesaro), Cedric Alexander (Cesaro), Shinsuke Nakamura (Sin Cara), Sin Cara (Rusev), Rusev (The Miz), Robert Roode (The Miz), The Miz (Elias), Samoa Joe (Ali y Ricochet), Ali (Cesaro), Ricochet (Cesaro) y Cesaro (Mansoor).
- The Undertaker derrotó a Goldberg (9:35).[25][34]
  - The Undertaker cubrió a Goldberg después de un «Chokeslam».

### 2020
Super ShowDown 2020 tuvo  lugar el 27 de febrero de 2020, en el Mohammed Abdu Arena en Riad, Arabia Saudita. El tema oficial del evento fue "When Legends Rise" de Godsmack.

#### Antecedentes
En el episodio del 20 de enero de Raw, el Campeón de la WWE Brock Lesnar se declaró a sí mismo como el primer participante en el Royal Rumble match masculino en Royal Rumble, ya que sintió que nadie era digno de desafiarlo por el título. Ricochet interrumpió y declaró que no tenía miedo de pelear contra Lesnar y le preguntó si Lesnar tenía miedo de pelear con él. En respuesta, Lesnar atacó a Ricochet con un golpe bajo y dijo que no tenía miedo. En Royal Rumble, Lesnar dominó la primera mitad del Royal Rumble match hasta que Ricochet entró como el #15 participante. Ricochet atacó a Lesnar por la espalda con un golpe bajo, lo que permitió al eventual ganador Drew McIntyre eliminarlo con un «Claymore». En el episodio del 3 de febrero de Raw, Ricochet derrotó a Bobby Lashley y Seth Rollins para ganar una oportunidad por el Campeonato de la WWE contra Lesnar en Super ShowDown, después de lo cual Lesnar atacó a Ricochet con un «F-5».
En Royal Rumble, Roman Reigns derrotó a King Corbin en un Falls Count Anywhere match; ambos también compitieron en el Royal Rumble match pero no tuvieron éxito. Reigns y The Usos (Jey Uso y Jimmy Uso) derrotaron a Corbin, Dolph Ziggler y Robert Roode en el siguiente SmackDown en un combate por equipos, en el que el perdedor comió comida para perros. La semana siguiente, Corbin declaró que debería haber ganado todos esos combates y que los habría ganado si no hubiera sido por la interferencia de The Usos. Luego exigió un combate más contra Reigns, quien salió y atacó a Corbin, quien logró escapar. Posteriormente, Reigns aceptó el desafío como un Steel Cage match, que fue programado para Super ShowDown.
En el episodio del 7 de febrero de SmackDown, Goldberg fue entrevistado desde su casa por satélite. Dijo que ver el evento Royal Rumble lo hizo querer volver al ring: su último combate fue en SummerSlam en agosto de 2019. Con su antiguo rival Lesnar enredado en feudos con Ricochet y Drew McIntyre por el Campeonato de la WWE, Goldberg dirigió su atención al Campeonato Universal de la WWE, ya que nunca recibió una revancha por el título después de perderlo ante Lesnar en WrestleMania 33 en 2017. Después de que el campeón Universal de la WWE Bray Wyatt interrumpiera a Goldberg con su segmento Firefly Fun House, Goldberg desafió al alter ego de Wyatt «The Fiend» por el Campeonato Universal de la WWE, y Wyatt dijo que «The Fiend» aceptó. El combate fue programado para Super ShowDown.
En Royal Rumble, durante el Royal Rumble match femenino, Naomi regresó por sorpresa después de un paréntesis de seis meses, mientras que más tarde en el evento, Bayley retuvo el Campeonato Femenino de SmackDown contra Lacey Evans. En el siguiente SmackDown, Bayley afirmó que había vencido a todas las mujeres en el plantel. Naomi interrumpió, haciendo una excepción a su afirmación, ya que Bayley nunca la había vencido. La semana siguiente, Naomi participó en un Fatal Four-Way match para determinar la próxima oponente de Bayley, que ganó Carmella, quien se enfrentó a Bayley por el título en el episodio del 14 de febrero; sin embargo, Bayley retuvo después de usar las cuerdas como palanca para cubrir a Carmella. Después del combate, tanto Carmella como Naomi atacaron a Bayley. Luego se programó un combate entre Naomi y Carmella para la semana siguiente con la ganadora enfrentando a Bayley por el título en Super ShowDown. Este será el segundo combate entre mujeres que se celebrará en Arabia Saudita, pero el primero que será por un campeonato.
En el episodio del 10 de febrero de Raw, se programó un Gauntlet match para el primer Trofeo Tuwaiq para Super ShowDown. AJ Styles, el Campeón de los Estados Unidos Andrade, Bobby Lashley, Erick Rowan, R-Truth y Rusev fueron anunciados para el combate. Rusev, sin embargo, fue sacado del combate y Rey Mysterio fue anunciado como su reemplazo en el episodio del 24 de febrero de Raw.

#### Resultados
En paréntesis se indica el tiempo de cada combate:
- Kick-Off: The O.C. (Luke Gallows & Karl Anderson) derrotaron a The Viking Raiders (Erik & Ivar) (10:00).[43]
  - Gallows cubrió a Ivar después de un «Magic Killer».
- The Undertaker derrotó a R-Truth, Bobby Lashley, Andrade, Erick Rowan y AJ Styles en un Gauntlet Match y ganó el Trofeo Tuwaiq (22:00).[44][45]
  - R-Truth cubrió a Lashley con un «Roll-Up».
  - R-Truth cubrió a Andrade después de lastimarse la cabeza mutuamente.
  - Rowan fue descalificado después de golpear a R-Truth con la escalera metálica.
  - Styles forzó a R-Truth a rendirse con un «Calf Crusher».
  - The Undertaker cubrió a Styles después de un «Chokeslam».
  - Después de ser eliminados, Lashley y Rowan atacaron a R-Truth.
  - Originalmente, Rey Mysterio formaba parte del combate, pero fue reemplazado por The Undertaker después de ser atacado por The O.C.
  - Antes de su entrada, The Undertaker atacó a Gallows y Anderson.
  - Originalmente, Rusev formaba parte del combate, pero fue reemplazado por Mysterio.
- John Morrison & The Miz derrotaron a The New Day (Big E & Kofi Kingston) y ganaron el Campeonato en Parejas de SmackDown (13:15).[44][46]
  - The Miz cubrió a Kingston después de un golpe con una silla por parte de Morrison y un «Roll-Up».
- Angel Garza derrotó a Humberto Carrillo (9:05).[44][47]
  - Garza cubrió a Carrillo con un «Roll-Up».
- Seth Rollins & Murphy derrotaron a The Street Profits (Angelo Dawkins & Montez Ford) y retuvieron el Campeonato en Parejas de Raw (10:40).[44][48]
  - Murphy cubrió a Dawkins después de un «Curb Stomp» de Rollins.
- Mansoor derrotó a Dolph Ziggler (con Robert Roode) (9:20).[44][49]
  - Mansoor cubrió a Ziggler después de un «Diving Moonsault».
  - Durante la lucha, Roode interfirió a favor de Ziggler, pero fue expulsado por el árbitro.
- Brock Lesnar (con Paul Heyman) derrotó a Ricochet y retuvo el Campeonato de la WWE (1:30).[44][50]
  - Lesnar cubrió a Ricochet después de un «F-5».
- Roman Reigns derrotó a King Corbin en un Steel Cage Match (12:50).[44][51]
  - Reigns cubrió a Corbin después de un «Superman Punch» con una cadena metálica.
- Bayley derrotó a Naomi y retuvo el Campeonato Femenino de SmackDown (11:30).[44][52]
  - Bayley cubrió a Naomi después de un «Rose Plant».
  - Este fue el segundo combate de lucha libre entre mujeres que se celebró en Arabia Saudita, y el primero por un campeonato.
- Goldberg derrotó a "The Fiend" Bray Wyatt y ganó el Campeonato Universal de la WWE (2:59).[44][53]
  - Goldberg cubrió a Wyatt después de un «Suplex».